# Kanovaren op de Olympische Zomerspelen 1956
Kanovaren is een van de sporten die beoefend werden tijdens de Olympische Zomerspelen 1956 in Melbourne.

## Heren

### kajak

#### K1 1000 m
| rang   | sporter             | land | tijd   |
| ------ | ------------------- | ---- | ------ |
| Goud   | Gert Fredriksson    | SWE  | 4:12.8 |
| Zilver | Igor Pissarjev      | URS  | 4:15.3 |
| Brons  | Lajos Kiss          | HUN  | 4:16.2 |
| 4      | Stefan Kapłaniak    | POL  | 4:19.8 |
| 5      | Louis Gantios       | FRA  | 4:22.1 |
| 6      | Ladislav Čepčianský | TCH  | 4:23.2 |
| 7      | Villy Christiansen  | DEN  | 4:25.2 |
| 8      | Ernst Steinhauer    | EUA  | 4:25.5 |

#### K2 1000 m
| rang   | sporters                              | land | tijd   |
| ------ | ------------------------------------- | ---- | ------ |
| Goud   | Michel Scheuer Meinrad Miltenberger   | EUA  | 3:49.6 |
| Zilver | Michail Kaaleste Anatoli Demitkov     | URS  | 3:51.4 |
| Brons  | Max Raub Herbert Wiedermann           | AUT  | 3:55.8 |
| 4      | Mircea Anastasescu Stavru Teodorov    | ROU  | 3:56.1 |
| 5      | Maurice Graffen Michel Meyer          | FRA  | 3:58.3 |
| 6      | Henri Verbrugghe Germain van de Moere | BEL  | 3:58.7 |
| 7      | Walter Brown Dennis Green             | AUS  | 3:59.1 |
| 8      | Miroslav Jemelka Rudolf Klabouch      | TCH  | 4:01.4 |

#### K1 10000 m
| rang   | sporter             | land | tijd    |
| ------ | ------------------- | ---- | ------- |
| Goud   | Gert Fredriksson    | SWE  | 47:43.4 |
| Zilver | Ferenc Hatlaczky    | HUN  | 47:53.3 |
| Brons  | Michel Scheuer      | EUA  | 48:00.3 |
| 4      | Thorvald Strömberg  | FIN  | 48:15.8 |
| 5      | Igor Pissarjev      | URS  | 49:58.2 |
| 6      | Ladislav Čepčianský | TCH  | 50:08.2 |
| 7      | Svend Frømming      | DEN  | 50:10.0 |
| 8      | Knut Østbye         | NOR  | 51:28.2 |

#### K2 10000 m
| rang   | sporters                            | land | tijd    |
| ------ | ----------------------------------- | ---- | ------- |
| Goud   | János Urányi László Fábián          | HUN  | 43:37.0 |
| Zilver | Fritz Briel Theo Kleine             | EUA  | 43:40.6 |
| Brons  | Dennis Green Walter Brown           | AUS  | 43:43.2 |
| 4      | Hans Wetterström Carl-Gunnar Sundin | SWE  | 44:06.7 |
| 5      | Jevgeni Jatsinenko Sergej Klimov    | URS  | 45:49.3 |
| 6      | Miroslav Jemelka Rudolf Klabouch    | TCH  | 46:13.1 |
| 7      | Yrjö Hietanen Simo Kuismanen        | FIN  | 46:40.4 |
| 8      | Brian Bullivant Raymond Blick       | GBR  | 47:03.7 |

### kano

#### C1 1000 m
| rang   | sporter           | land | tijd   |
| ------ | ----------------- | ---- | ------ |
| Goud   | Leon Rotman       | ROU  | 5:05.3 |
| Zilver | István Hernek     | HUN  | 5:06.2 |
| Brons  | Gennadi Boecharin | URS  | 5:12.7 |
| 4      | Karel Hradil      | TCH  | 5:15.9 |
| 5      | Franz Johannsen   | EUA  | 5:18.6 |
| 6      | Verner Wettersten | SWE  | 5:28.0 |
| 7      | Bryan Harper      | AUS  | 5:37.6 |
| 8      | George Bossy      | CAN  | 5:39.4 |

#### C2 1000 m
| rang   | sporters                        | land | tijd   |
| ------ | ------------------------------- | ---- | ------ |
| Goud   | Alexe Dumitru Simion Ismailciuc | ROU  | 4:47.4 |
| Zilver | Pavel Charin Gratsian Botev     | URS  | 4:48.6 |
| Brons  | Károly Wieland Ferenc Mohácsi   | HUN  | 4:54.3 |
| 4      | Georges Dransart Marcel Renaud  | FRA  | 4:57.7 |
| 5      | William Jones Thomas Ohman      | AUS  | 5:03.0 |
| 6      | Otto Schindler Walter Waldner   | AUT  | 5:04.4 |
| 7      | William Collins Bert Oldershaw  | CAN  | 5:11.0 |
| —      | Kaj Sylvan Gerner Christiansen  | DEN  | DQ     |

#### C1 10000 m
| rang   | sporter           | land | tijd      |
| ------ | ----------------- | ---- | --------- |
| Goud   | Leon Rotman       | ROU  | 56:41.0   |
| Zilver | János Parti       | HUN  | 57:11.0   |
| Brons  | Gennadi Boecharin | URS  | 57:14.5   |
| 4      | Jiří Vokněr       | TCH  | 57:44.5   |
| 5      | Franz Johannsen   | EUA  | 58:50.1   |
| 6      | Verner Wettersten | SWE  | 59:24.7   |
| 7      | Donald Stringer   | CAN  | 59:57.5   |
| 8      | Frank Havens      | USA  | 1:01.23.6 |

#### C2 10000 m
| rang   | sporters                        | land | tijd    |
| ------ | ------------------------------- | ---- | ------- |
| Goud   | Pavel Charin Gratsian Botev     | URS  | 54:02.4 |
| Zilver | Georges Dransart Marcel Renaud  | FRA  | 54:48.3 |
| Brons  | Imre Farkas József Hunics       | HUN  | 55:15.6 |
| 4      | Egon Drews Wilfried Soltau      | EUA  | 55:21.1 |
| 5      | Alexe Dumitru Simion Ismailciuc | ROU  | 55:51.1 |
| 6      | Aksel Duun Finn Haunstoft       | DEN  | 55:54.3 |
| 7      | William Jones Thomas Ohman      | AUS  | 56:18.6 |
| 8      | Otto Schindler Walter Waldner   | AUT  | 56:48.7 |

## Dames

### kajak

#### K1 500 m
| rang   | sporter               | land | tijd   |
| ------ | --------------------- | ---- | ------ |
| Goud   | Jelizaveta Dementjeva | URS  | 2:18.9 |
| Zilver | Therese Zenz          | EUA  | 2:19.6 |
| Brons  | Tove Søby             | DEN  | 2:22.3 |
| 4      | Klára Berkes          | HUN  | 2:23.5 |
| 5      | Edith Cochrane        | AUS  | 2:23.8 |
| 6      | Daniela Walkowiak     | POL  | 2:24.1 |
| 7      | Patricia Moody        | GBR  | 2:25.3 |
| 8      | Eva Marion            | FRA  | 2:27.9 |

## Medaillespiegel
| rang   | land               | goud | zilver | brons | totaal |
| ------ | ------------------ | ---- | ------ | ----- | ------ |
| 1      | Roemenië           | 3    | 0      | 0     | 3      |
| 2      | Sovjet-Unie        | 2    | 3      | 2     | 7      |
| 3      | Zweden             | 2    | 0      | 0     | 2      |
| 4      | Hongarije          | 1    | 3      | 3     | 7      |
| 5      | Duits eenheidsteam | 1    | 2      | 1     | 4      |
| 6      | Frankrijk          | 0    | 1      | 0     | 1      |
| 7      | Australië          | 0    | 0      | 1     | 1      |
| 7      | Denemarken         | 0    | 0      | 1     | 1      |
| 7      | Oostenrijk         | 0    | 0      | 1     | 1      |
| totaal | totaal             | 9    | 9      | 9     | 27     |

Parijs 1924 (demonstratie) · 
Berlijn 1936 · 
Londen 1948 · 
Helsinki 1952 · 
Melbourne 1956 · 
Rome 1960 · 
Tokio 1964 · 
Mexico-stad 1968 · 
München 1972 · 
Montréal 1976 · 
Moskou 1980 · 
Los Angeles 1984 · 
Seoel 1988 · 
Barcelona 1992 · 
Atlanta 1996 · 
Sydney 2000 · 
Athene 2004 · 
Peking 2008 · 
Londen 2012 · 
Rio de Janeiro 2016 ·
Tokio 2020 ·
Parijs 2024 ·
Los Angeles 2028
Medaillewinnaars (slalom) · Medaillewinnaars (sprint)
Atletiek · Australian Football (demonstratie) · Basketbal · Boksen · Gewichtheffen · Hockey · Honkbal (demonstratie) · Kanovaren · Moderne vijfkamp · Paardensport · Roeien · Schermen · Schietsport · Schoonspringen · Turnen · Voetbal · Waterpolo · Wielersport · Worstelen · Zeilen · Zwemmen